# Vejen (brætspil)
 For alternative betydninger, se Vejen (flertydig). (Se også artikler, som begynder med Vejen)
Vejen er et brætspil udviklet af Kai Starck fra Flensborg og Thomas Nielsen fra Læk. Hærvejen danner rammen om spillet, hvor spildeltagerne skal agere handelsrejsende i det 17. århundrede og tjene penge på deres vej ad Hærvejen.
Spillet er for to til fire personer og spilletiden er en til to timer.